# Дом Отдиха Чалбучі
Дом О́тдиха Чалбучі́ (рос. Дом Отдыха Чалбучи) — селище у складі Стрітенського району Забайкальського краю, Росія. Входить до складу Ботівського сільського поселення.

## Населення
Населення — 38 осіб (2010; 37 у 2002).
Національний склад (станом на 2002 рік):
- росіяни — 100 %